# Delaunay-Belleville
Delaunay-Belleville (Делоне-Бельвіль) — з 1903 року французький виробник автомобілів. Штаб-квартира розташована в Сен-Дені. У 1946 році компанію купує фірма Rovin. У 1950 році компанія припинила виробництво автомобілів.

## Заснування компанії
Жульєн Бельвіль у 1850 році заснував фірму з випуску котлів та іншої парової техніки в Сен-Дені-сюр-Мер. У 1867 році Бельвіль одружується на мадам Делоне, і її 23-річний син Луї Делоне входить до складу фірми, фірма стала носити ім'я «Делоне-Бельвіль». До речі, в 1890-ті роки на цьому підприємстві проходить практику Луї Рено.
Після смерті свого вітчима Делоне за технічної підтримки Моріса Барбару в 1903 році засновує фірму SA des Automobiles Delaunay-Belleville.

## Початок виробництва автомобілів
Треба сказати, що Барбару мав досвід роботи в таких фірмах, як Clement, Lorraine-Dietrich і Benz, в яких відповідав за конструкцію автомобілів і стиль, так що йому не склало труднощів, вже в 1904 році представити перший автомобіль марки на Паризькому автошоу.
З самого початку, до речі, Делоне вирішив робити упор на багатого клієнта, а враховуючи, що фірма займалася котлами, то технічно увага була спрямована на надійність конструкції, саме це згодом дозволило називати фірму французьким «Роллс-Ройсом».
Фірмовою фішкою марки стали круглі форми фар і решітки радіатора, що нагадують походження марки — виробництво котлів.

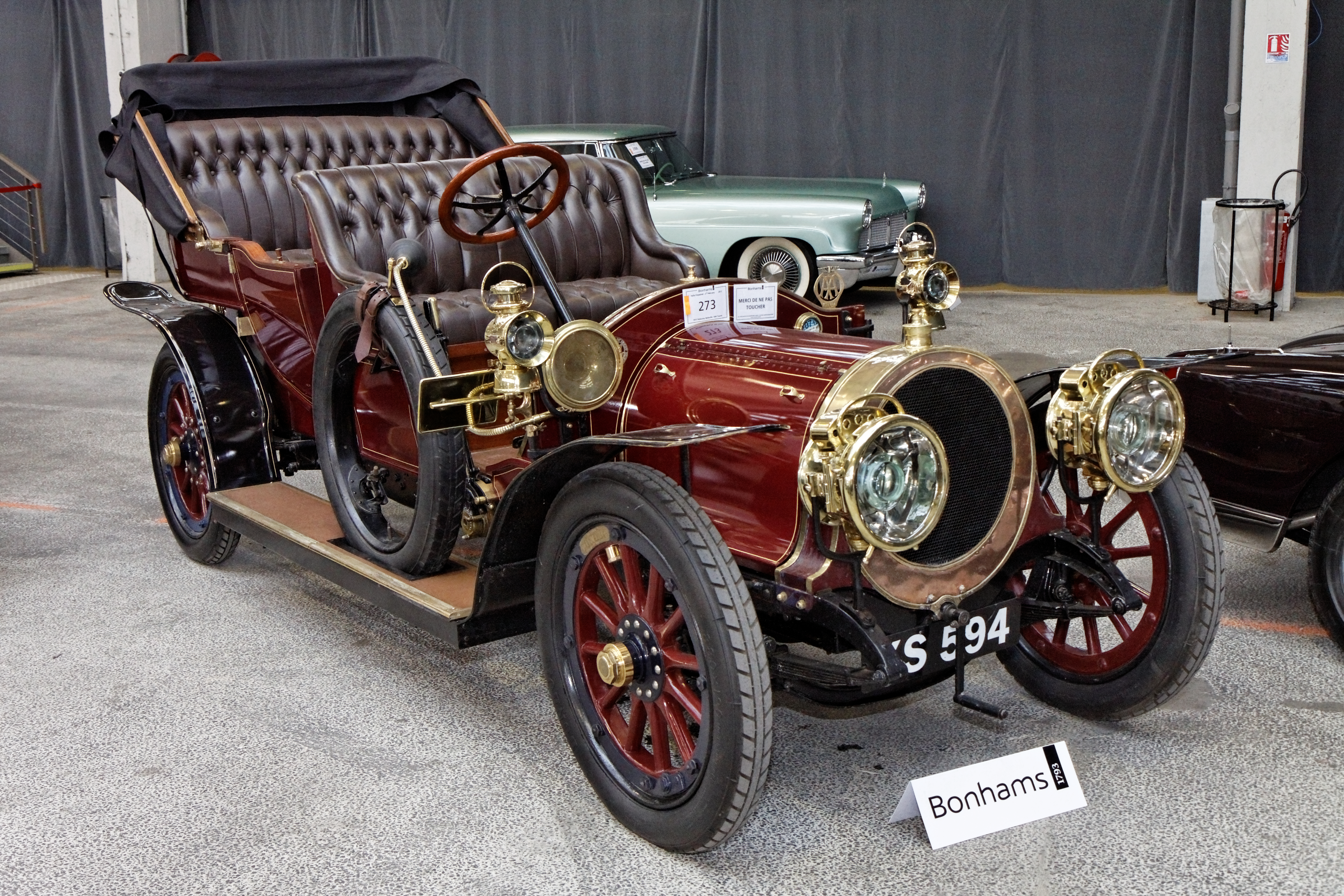
Delaunay-Belleville 1906 року

Першими машинами «Делоне-Бельвіль» стали моделі А4 16/20CV, В4 24/28CV і С4 40/45CV. Це були 4-циліндрові автомобілі з ланцюговим приводом задніх коліс. Останній, 40-сильний, автомобіль міг розвивати швидкість до 90 км/год, що було дуже добре на ті часи. Це були перші мотори, у яких змащення колінчастого вала відбувалося під тиском, але якщо ідея ця і була не нова, то саме «ДБ» запатентували цю систему для своїх парових агрегатів ще в 1897 році.
До речі, у автомобілів «Делоне-Бельвіль» була ще одна родзинка, хоч фірма і поставляла тільки готове шасі, а кузов міг замовник сам вибирати, але кузов був закріплений на 4-х болтах, що дозволяло швидко зняти його і поміняти. Днище шасі було захищено знизу листами, робилося це для того, щоб бруд і каміння не забивали і не ламали ланцюг.
У 1905 році граф Орлов замовляє перший автомобіль для царя Миколи Другого — це автомобіль марки «Делоне-Бельвіль». У підсумку, в 1905 році в імператорський двір поставляється цілих 2 автомобіля цієї марки, всього цар витратив 184 000 доларів (у сучасному еквіваленті) на цю покупку.
У 1907 році модельний ряд 4-циліндрових моделей складався з 20CV (3.6 л) і 40CV (7.1 л).

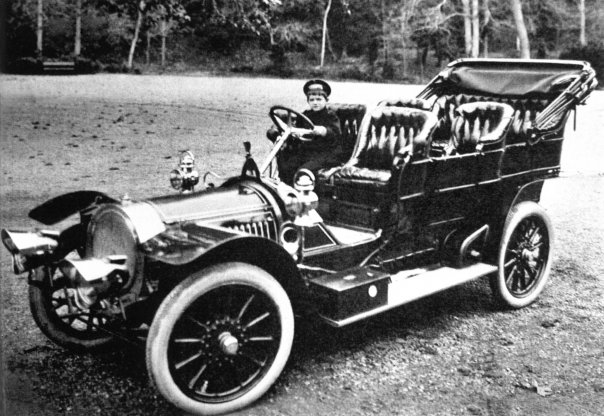
Олексій Миколайович Романов за кермом Delaunay-Belleville 70CV в 1909 році

А в 1908 році у «ДБ» з'являються 6-циліндрові моделі, топові мають об'єм 12 літрів і потужність 70 сил, вони так і називаються 70CV, але відомі більше під іншим ім'ям — SMT («Sa Majeste le Tsar», тобто «Його Величність Цар»).

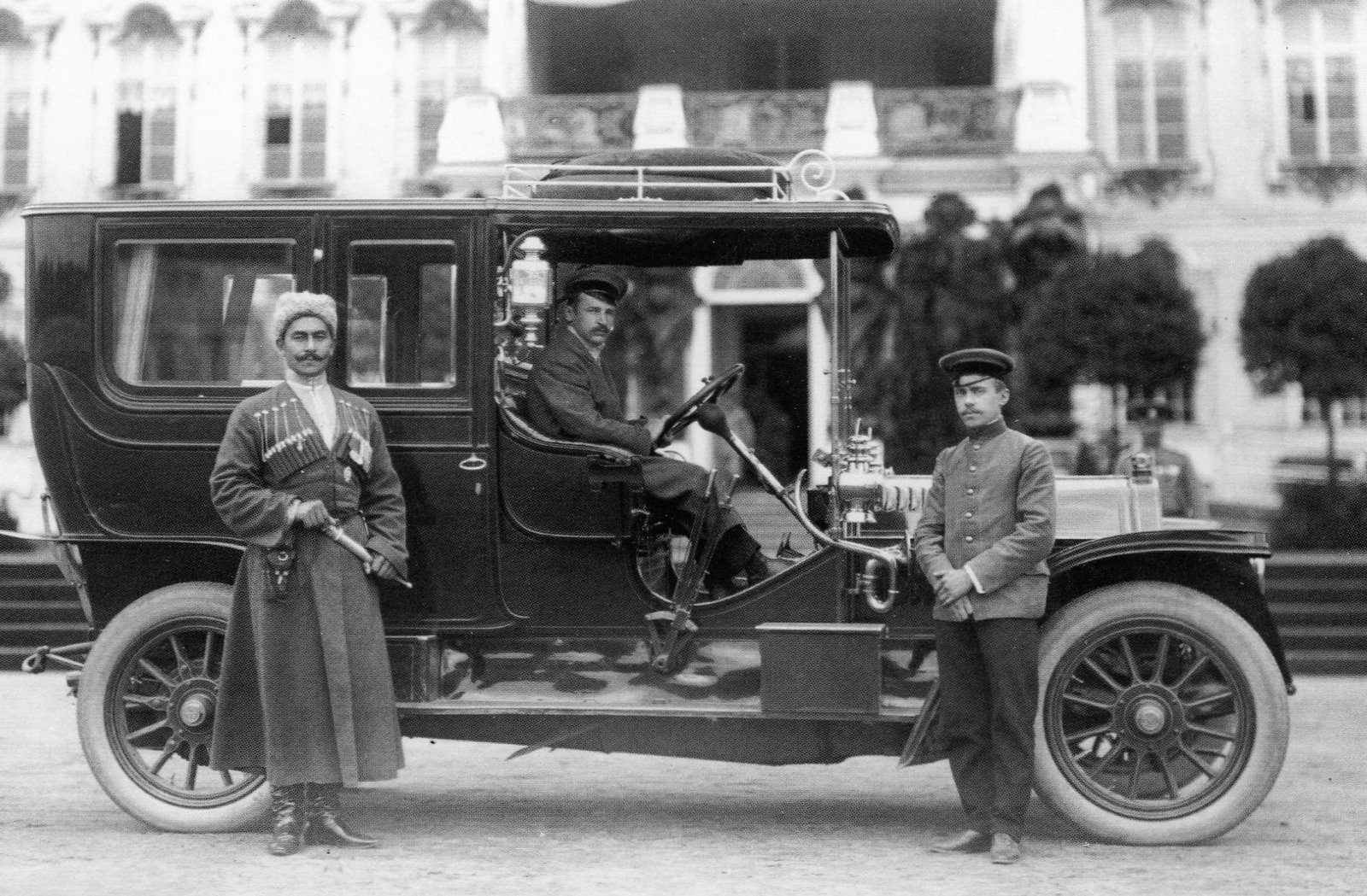
Царський Delaunay-Belleville 70CV

Через рік цар замовляє ще один «СМТ», на який Кегресс (виписаний Орловим водій зі Франції), встановлює гусениці для поїздок взимку (був такий «Роллс-Ройс» у Леніна в Горках, теж робота Кегресса).
Автомобілі цієї моделі мали цікаву комплектацію: пневматичну систему підкачки шин у русі, систему запуску двигуна на стисненому повітрі, на цій системі автомобіль навіть міг проїхати кілька кілометрів, поки мотор не заведеться, пневматичний домкрат, а також на додаток до фар прожектор і звукову сирену.
На 1910 рік модельний ряд складають 4-циліндрові H4 18CV (2,7 л) і 6-циліндрові HB6: 20CV (2,6 л), 24CV (3,7 л), 30CV (4,9 л), 36CV (5,5 л), 45CV (7,9 л), до речі, в цьому автомобілі, що колись належав царському гаражу, відбудеться перший замах на Леніна, який якраз роз'їжджав на машині цієї моделі (правда трохи пізнішої) і 50CV з мотором 8,1 л.
З 1911 року всі моделі «ДБ» стали комплектуватися карданами, а з 1913 року стали встановлюватися швидкознімні колеса типу «Рудж-Вітворт», до цього були колеса з дерев'яними спицями, які змінювалися як на возах.
Така реклама, як купівля автомобілів російським царем, не могла не позначитися на репутації марки, і скоро вона стала популярна і в інших країнах, у тому числі і США.
Незабаром «Делоне-Бельвіль» прописалися і в царських і королівських гаражах Греції та Іспанії, відповідно, у Георгія Першого і у Альфонсо Тринадцятого.

Реклама Delaunay-Belleville кузовної фірми Burlington

«ДБ» не виготовляла готові машини, а тільки ходові шасі, кузови замовляли покупці. Так от, в Англії відбувалася комплектація автомобілів до кінцевого результату, щось типу серійних кузовів, у фірмі Burlington, «Делоне-Бельвіль» з кузовами цієї фірми мала непоганий попит, і на рахунку у «Берлінгтона», наприклад, доставка автомобіля для махараджі екзотичної держави Куч-Біхар.

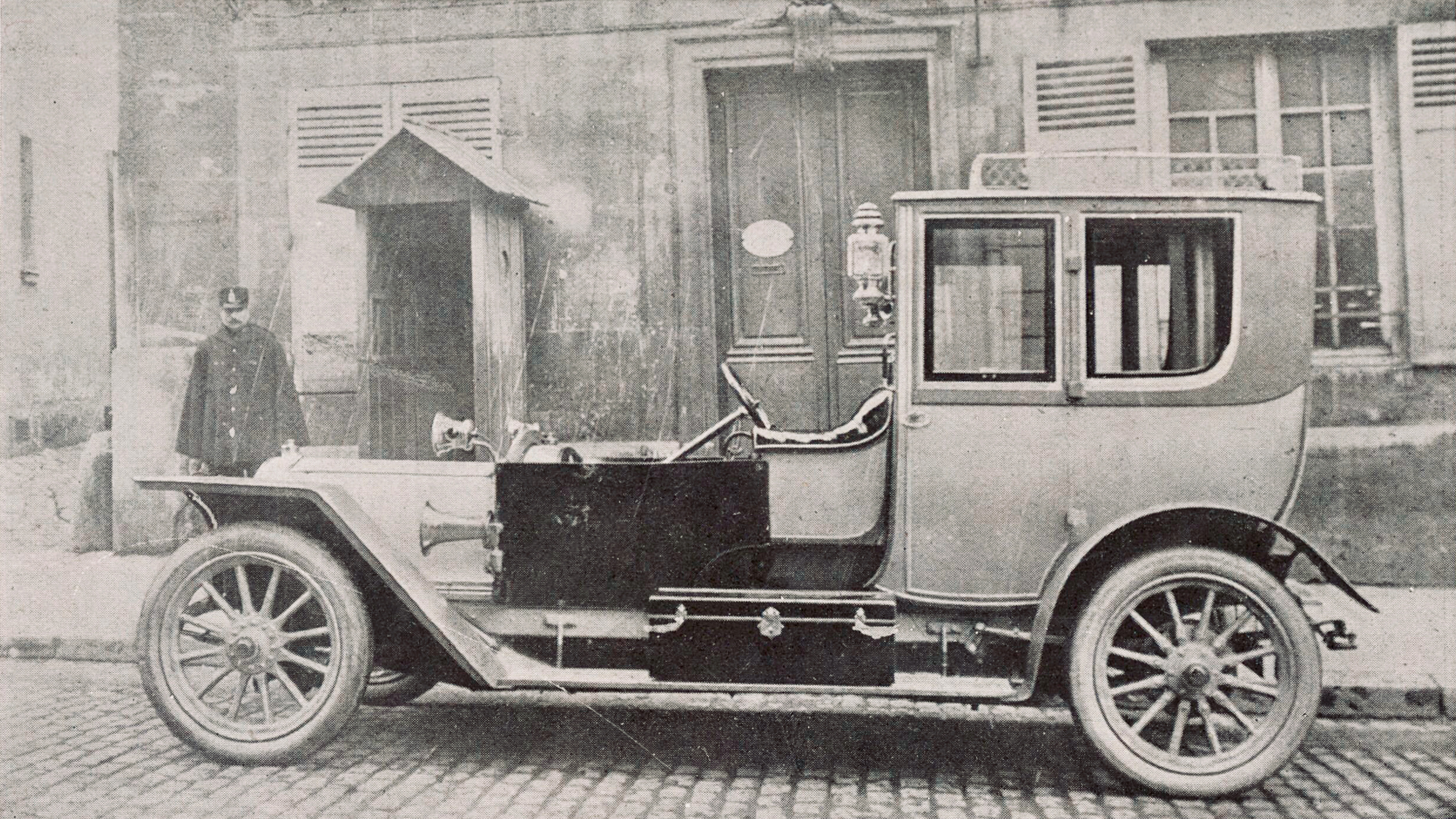
Викрадений Delaunay-Belleville 12СV

До речі, «Делоне-Бельвіль» — перший автомобіль, який увійшов в історію як машина, на якій здійснилося пограбування, до цього мотори не використовувалися в такій справі, Жуль Бонно, анархіст і гангстер, пограбував банк «Сосьєте Женерал», він викрав «Делоне-Бельвіль» (Бонно колись працював автомеханіком, так що знав толк в тачках), і став тікати від гонитви, і це йому вдалося. Було це в 1911 році.
У 1912 році Делоне помер, і невідомо, хто став керувати компанією, але якість та імідж автомобілів стали падати після Першої світової, і в 1919 році Барбару йде з «ДБ» в «Лорен-Дітріх». Саме тоді кругла решітка радіатора замінюється на овальну.

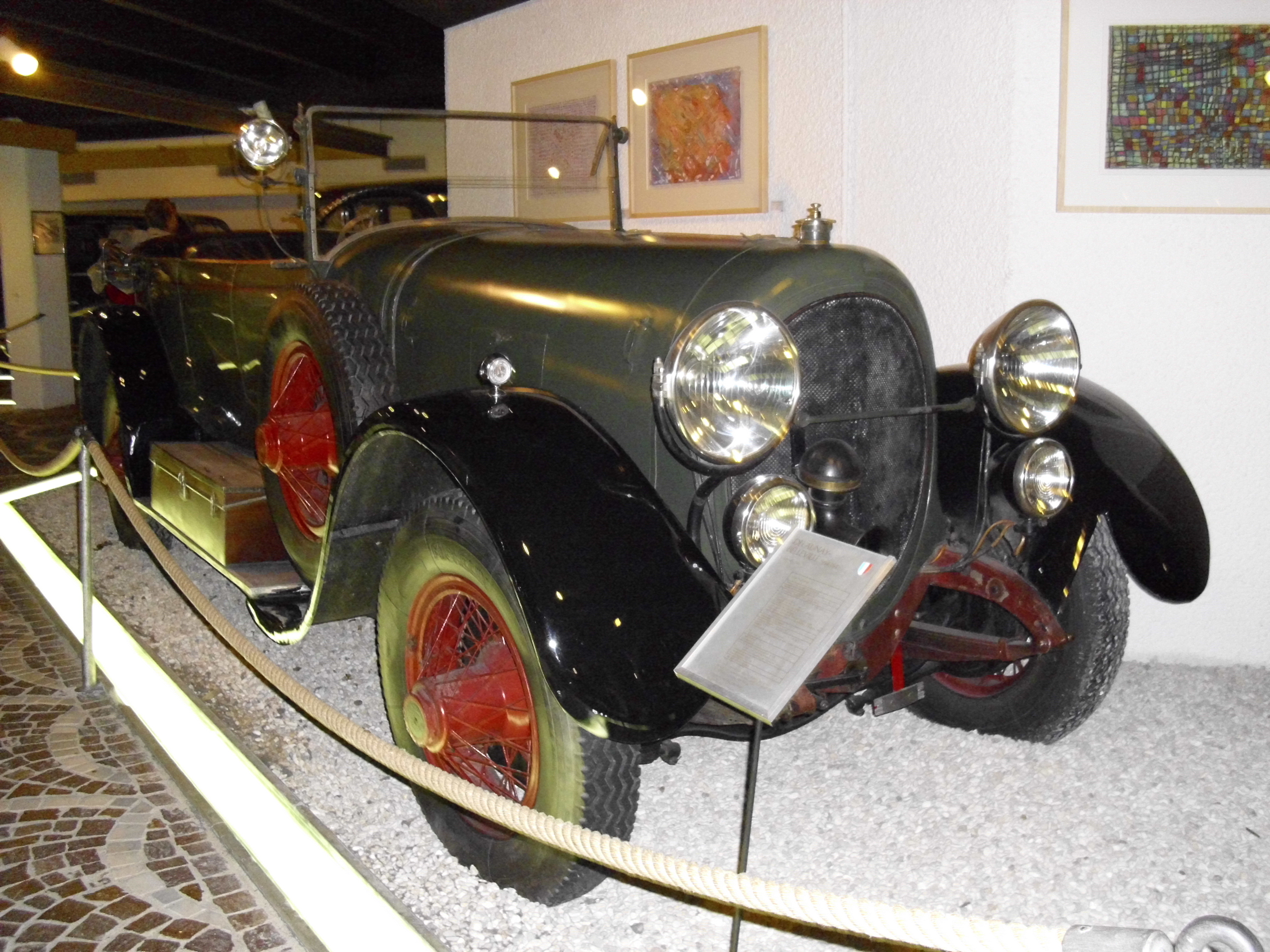
Delaunay-Belleville 12СV

У повоєнний час фірма запускає довоєнні моделі, 12CV, маючи 4-циліндровий мотор, стала найдорожчою моделлю на ринку серед аналогічних машин.

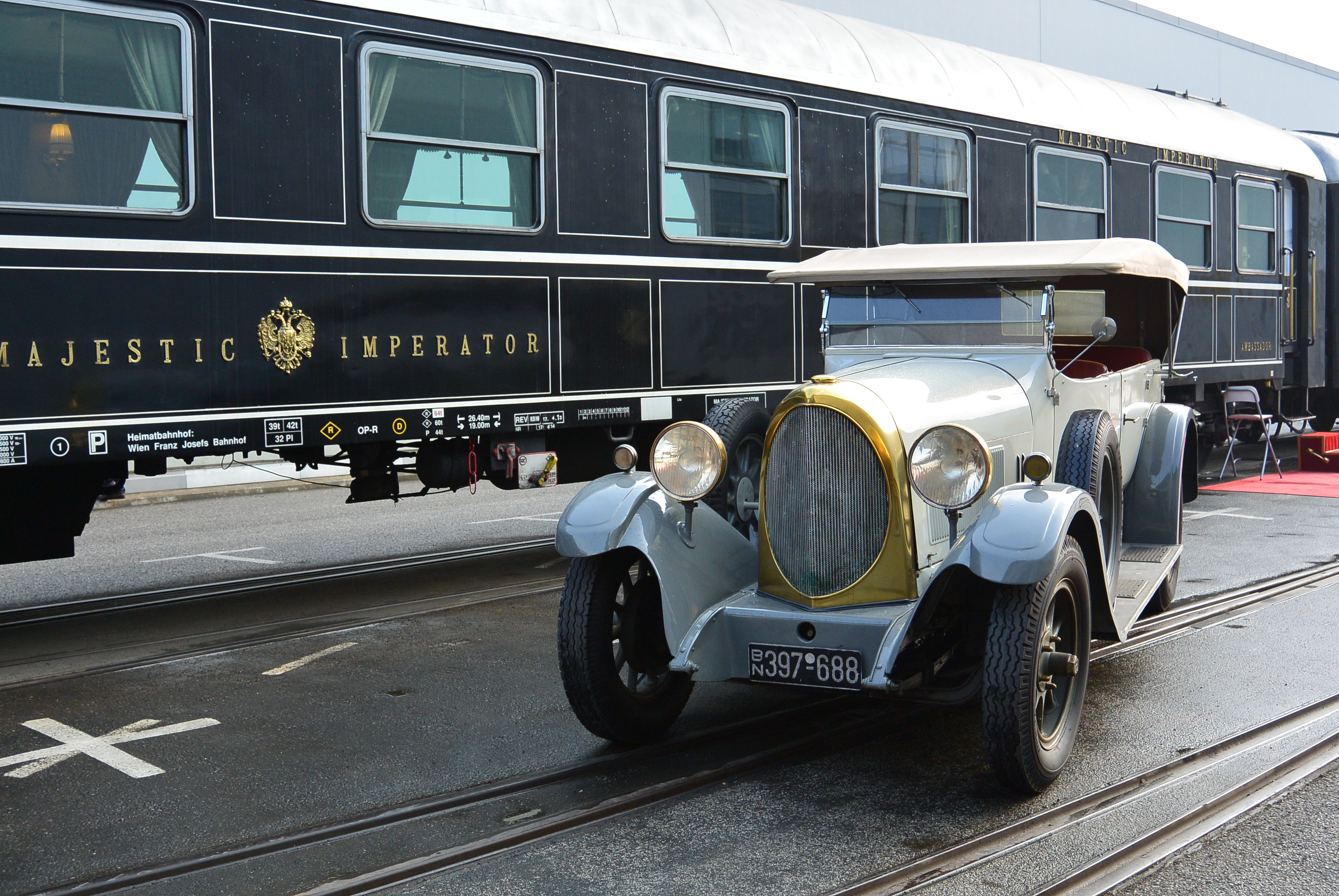
Delaunay-Belleville 16СV (P4B)

У 1922 році з'являється вдосконалена модель Р4В з 16 конячками. На ній стали використовуватися гальма всіх коліс. Але і ця модель вже архаїчна й морально застаріла.
Тому в 1926 році з'явилися нові моделі S4 — 14/40 і 16/60.
З цих моделей «ДБ» переніс важіль коробки передач в центральну частину кузова, до цього важелі розташовувалися праворуч.

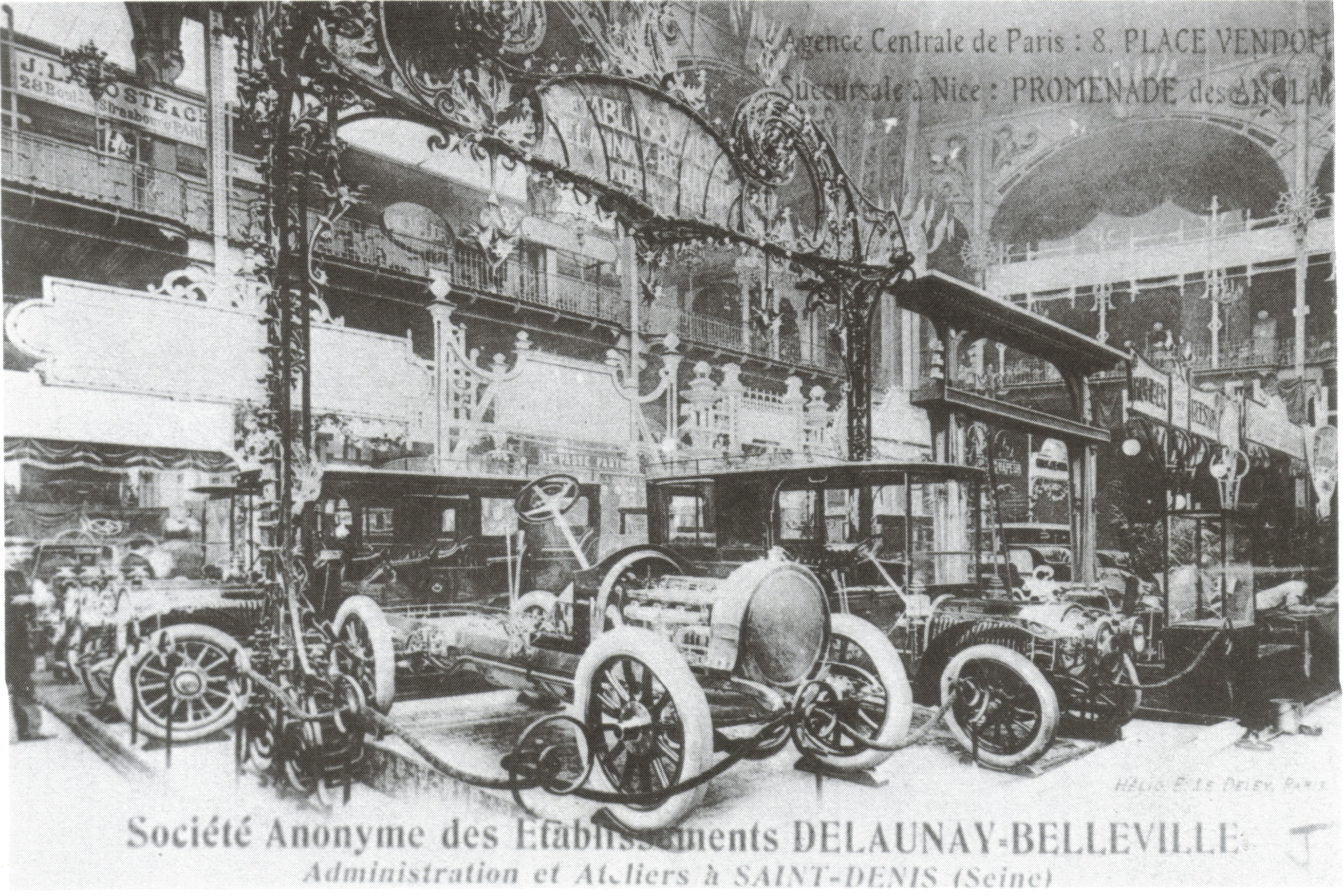
Виставка Delaunay-Belleville

Також довоєнними були 6-циліндрові KF6 20CV і MF6 30CV. Їх випускали аж до 1927 року.
A в 1928 році на заміну з'явилася нова модель — S6, з мотором 3,2 л.
Ця машина мала сервопривід передніх гальм, ручник, що задіює задні колеса, і трансмісія управлялася педалями. З цією моделлю пішла в історію і овальна решітка радіатора.
Машина випускалася з цим мотором всього рік, тому що мала бічні клапани, тому в 1930 році з'явився мотор 3,6 л з верхнім розташуванням клапанів, але і ця модель U6 25/75 випускалася всього 1 рік.
У 1931 році замість цього мотора стали ставити рядні вісімки американської фірми Continental об'ємом 4 і 4,5 л, це були дешеві, але в той же час надійні і тихі мотори. Машина конкурувала з аналогічним за ціною 8-циліндровим «Деляж».
Наприкінці 30-х фірма стала продавати нову модель, яка була копією «Мерседеса 230 W21».
Мотор також був копією «Мерседеса», об'ємом 2,3 л, дизайн передка перегукувався з дизайном «Б'юіка» 1939 року.
Модель «РІ6» випускалася всього рік, тому що почалася Друга світова війна.

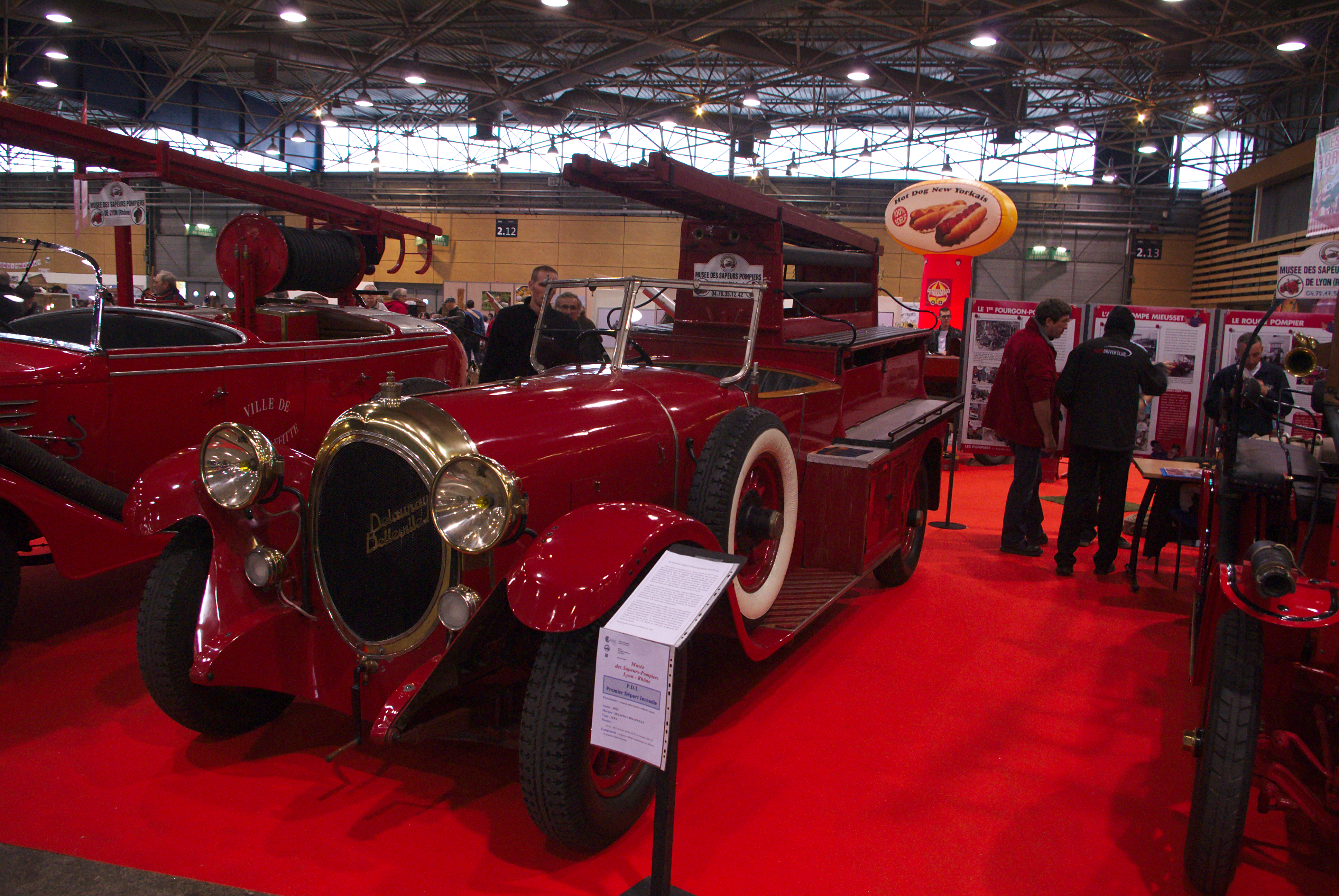
Пожежний Delaunay-Belleville 1923 року

Але не ці нечисленні легкові автомобілі допомагали триматися на плаву колись найкращій французькій фірмі, а випуск вантажівок, на які фірма переключилася відразу після Першої світової.
Під час Другої світової війни фірма продовжила випускати вантажну техніку.

## Delaunay-Belleville у складі компанії Rovin

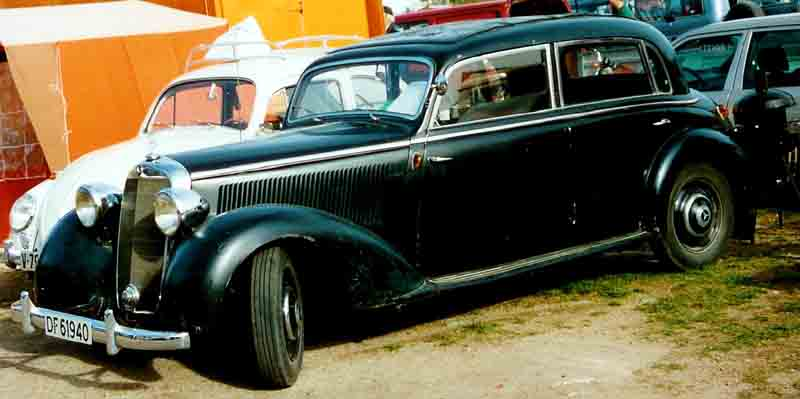
Delaunay-Belleville RI6 1948 року

Після Другої світової війни, в 1946 році, Рауль Пегулю Маркіз де Ровін викуповує фірму і завод, і починає виробництво міні-автомобільчиків під маркою Rovin. Під маркою «Делоне-Бельвіль» він відновив виробництво довоєнної «РІ6», злегка модернізувавши дизайн. Також машина стала пропонуватися з преселективною коробкою передач системи Cotal.

## Припинення виробництва автомобілів. Закриття компанії
Але повоєнна Франція не потребувала дорогих автомобілів, і тому за весь 1947 рік було продано всього 6 машин, а в першій половині 1948 року — ще 4. «Делоне-Бельвіль» протримався в автокаталогах до 1950 року, так і не продавши жодної машини, починаючи з 1948 року. У 1950 році спадкоємець Рауля, який помер у 1949 році, Роберт Ровін, закрив книгу, на якій було написано «Автомобіль Прекрасний».

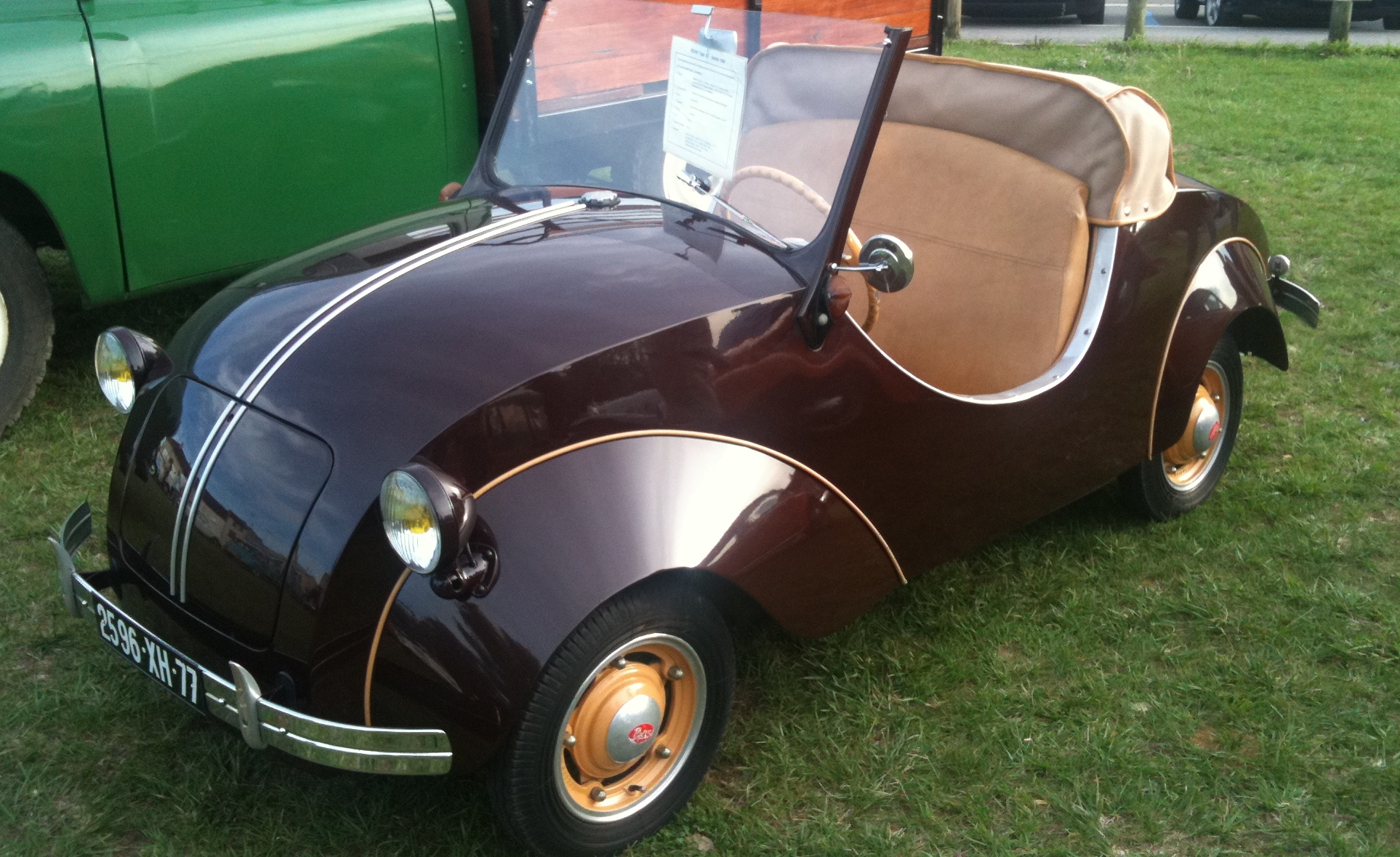
Rovin D2

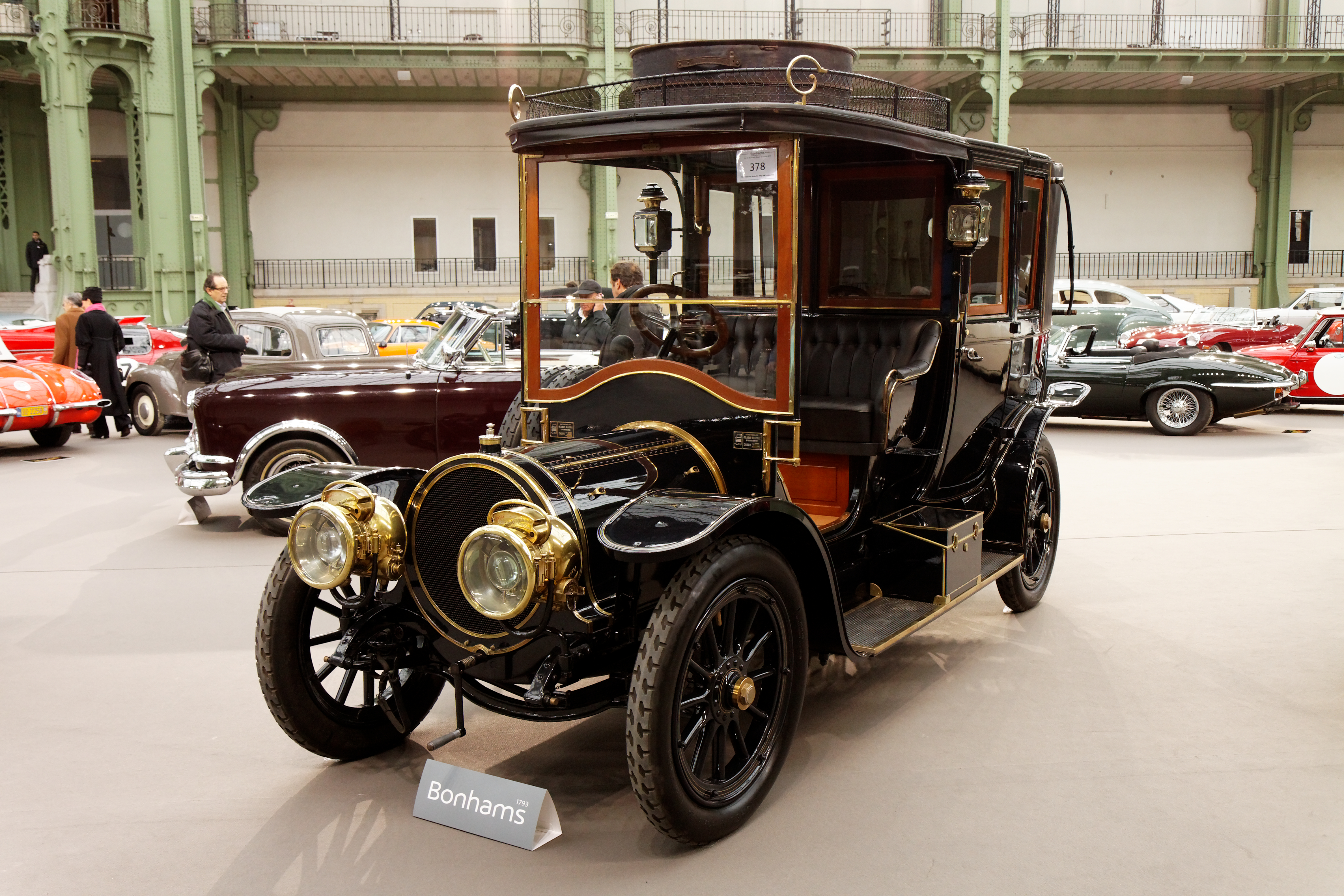
Delaunay-Belleville 1920 року

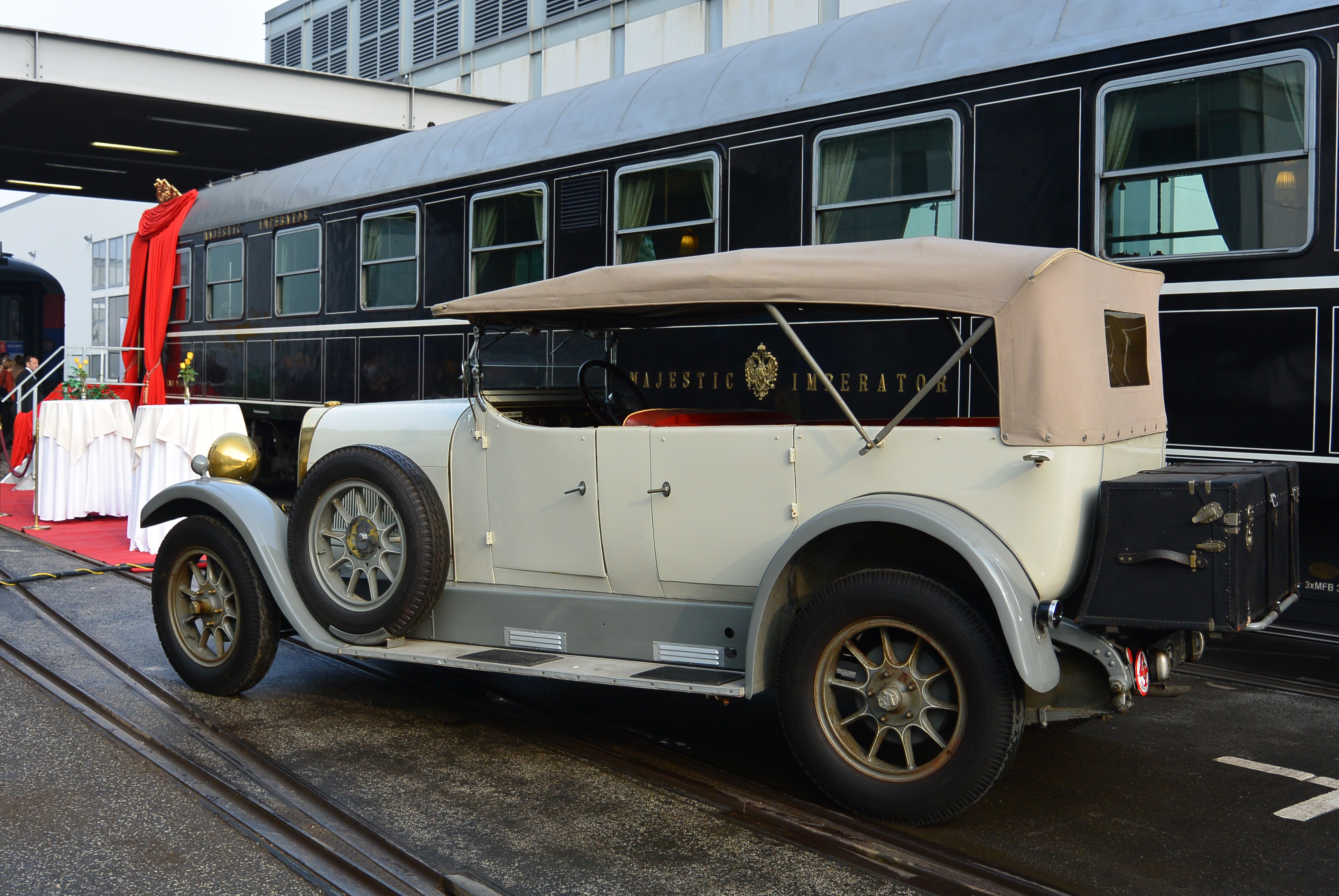
Delaunay-Belleville 1925 року

Самі машинки «Ровін» випускалися на потужностях фірми до 1958 року.

## Список легкових автомобілів Delaunay-Belleville
- 1904 — Delaunay-Belleville A4
  - Delaunay-Belleville B4
  - Delaunay-Belleville C4
  - 1907 — Delaunay-Belleville 20CV
    - Delaunay-Belleville 40CV

  - 1908 — Delaunay-Belleville 70CV (SMT)
  - 1910 — Delaunay-Belleville H4
    - Delaunay-Belleville HB6 20CV
    - Delaunay-Belleville HB6 24CV
    - Delaunay-Belleville HB6 30CV
    - Delaunay-Belleville HB6 36CV
    - Delaunay-Belleville HB6 45CV
    - Delaunay-Belleville HB6 50CV

  - 1911 — Delaunay-Belleville 12CV
  - 1922 — Delaunay-Belleville P4B
  - 1926 — Delaunay-Belleville S4 14/40
    - Delaunay-Belleville S4 16/60
    - Delaunay-Belleville KF6
    - Delaunay-Belleville MF6

  - 1928 — Delaunay-Belleville S6
  - 1930 — Delaunay-Belleville U6
  - 1939 — Delaunay-Belleville RI6